# East Runton
East Runton – wieś w Anglii, w hrabstwie Norfolk. Leży 1,3 km od miasta Cromer, 34,7 km od Norwich i 183,4 km od Londynu.
W 2016 miejscowość liczyła 862 mieszkańców.